# Peano (cognome)
Peano è un cognome di lingua italiana. È una variante del cognome Pagano.
In francese "Péan" indica anche il nome del medico degli dei (in italiano "Peone") di cui parlano Omero e molti altri classici greci. Non è chiaro se si trattasse di un altro dio dell'Olimpo o semplicemente fosse il soprannome di Apollo risanatore.
Il nome "péan" è in araldica il nome di uno smalto. Il péan ha lo stesso disegno dell'armellino, ma è nero moscato d'oro (il nero è il colore della pelliccia dello zibellino, un animale affine all'ermellino).

## Origine e diffusione
Deriva probabilmente dal francese Péan, variante bretone o angioina di païen. Anticamente Péan era un nome di persona e se ne trovano le prime testimonianze nell'Ille-et-Vilaine, la parte orientale della Bretagna (o Haute Bretagne), poco dopo l'anno mille. Oggi il cognome Péan si è diffuso ed è più frequente nei dipartimenti di Sarthe, Maine-et-Loire e Mayenne, tutti e tre abbastanza vicini alla Bretagna e soprattutto all'Angiò. Nel resto della Francia è più comune la versione Payen. Payan o Paya sono invece caratteristici del Lionese, del Midi e della Catalogna. La versione italiana Peano è originaria del Piemonte e soprattutto della provincia di Cuneo (Boves, Saluzzo, Bra, ecc.) ma si è diffusa sia in altre regioni sia in Francia. Le prime attestazioni risalgono agli inizi del XIII secolo come nome e alla metà del secolo come cognome.

## Persone
- Alberto Peano (1859–1930), generale italiano e aiutante in campo di Vittorio Emanuele III, durante la prima guerra mondiale diresse anche la missione militare italiana in Romania;
- Camillo Peano (1863–1930), uomo politico italiano, amico e collaboratore di Giovanni Giolitti. Fu Ministro dei Lavori Pubblici, Ministro del Tesoro e Presidente della Corte dei Conti;
- Dalmazio Peano (1846–1932), presbitero italiano;
- Diego Peano (1946), cantante italiano dedicato poi alla recitazione, entrando dapprima nella compagnia di Walter Chiari e poi in quella di Raffaele Pisu, continuando in seguito a lavorare collaborando tra gli altri con Claudio Baglioni;
- Emilio Peano (1883–?), generale italiano. Tra il dicembre 1934 e il febbraio 1935 comandò come tenente colonnello un battaglione di Carabinieri Reali che per conto della Società delle Nazioni partecipò alla forza internazionale di pace per garantire lo svolgimento del plebiscito per l'autodeterminazione della Saar.[3] Promosso generale di brigata, nel 1943 comandò le forze italiane a Durazzo.[4] Fu prigioniero di guerra dei Tedeschi negli anni 1943-45[5].
- Giuseppe Peano (1858–1932), matematico e glottoteta italiano.